# سد دغانيا

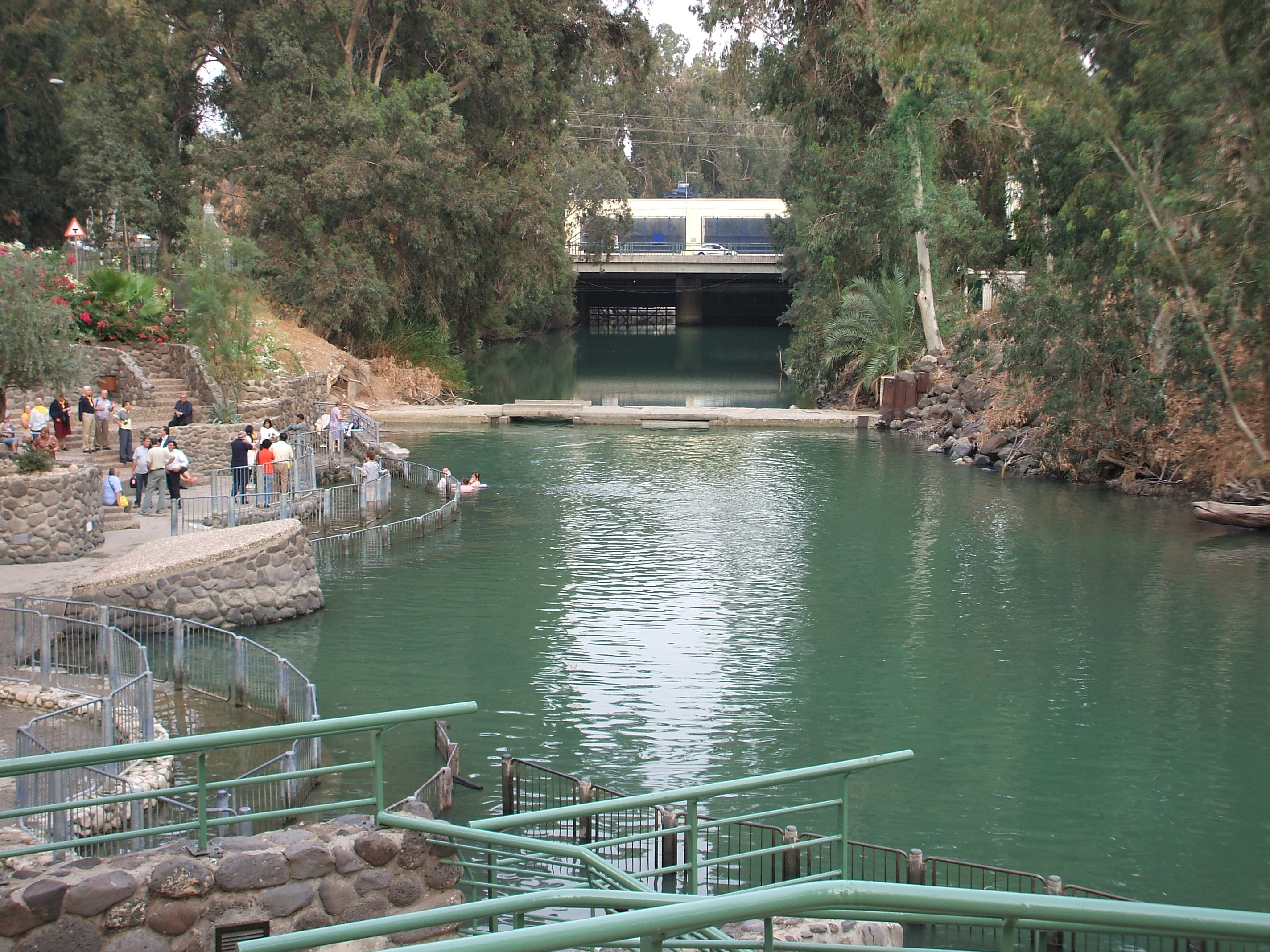
سد دغانيا

سد دغانيا (סכר דגניה)، سد مائي بني عام 1932 بواسطة بنحاس روتنبرغ وذلك في الجهة الجنوبية من بحيرة طبريا على مخرج نهر الأردن من البحيرة بزعم تحويل بعض من المياه إلى محطة توليد كهربائية على نهر اليرموك لتغذية نهارايم، إلا أن هدف السد تحول لاحقا وبعد عام 1948 إلى تحويل المياه إلى داخل إسرائيل وتقليص سريان المياه إلى نهر الأردن، حيث تم إيقاف مشروع توليد الكهرباء.